# ایکاپ
شرکت ایکاپ، یک شرکت سرمایه‌گذاری مشترک با سهم ۵۰٪ ایران خودرو و ۵۰٪ پژو می‌باشد که در سال ۱۳۹۵ با امضای قرارداد بین ایران خودرو و پژو در تهران افتتاح شد. هدف از ایجاد این شرکت، تولید محصولات جدید پژو در ایران و صادرات به خاورمیانه و در نهایت ایجاد هاب تولید محصولات پژو در غرب آسیا می‌باشد. البته از اردیبهشت ۱۳۹۷ همکاری بین ایکاپ و پژو به دلیل تحریم‌های اقتصادی به حالت تعلیق درآمده و عملاً شرکت پژو سیتروئن اجازه فعالیت در ایران را در دوره تحریم‌ها ندارد. محصولات تولیدی این شرکت در فاز اول، پژو ۲۰۰۸، پژو ۲۰۸ و پژو ۳۰۱ می‌باشد. مدیران عامل شرکت به ترتیب مرحوم مراد مجلسی و محمدرضا معتمد بوده‌اند و در حال حاضر نیز محمد حق پناهی بعنوان مدیر عامل و عضو موظف هیئت مدیره می‌باشد.

## بومی سازی
ایران خودرو و پی‌اس‌ای پس از برجام تحت شرکت ایکاپ قصد تولید مشترک پژو ۳۰۱، پژو ۲۰۸، پژو ۵۰۸ و پژو ۲۰۰۸ را داشتند. پس از بازگشت تحریم‌ها توسط آمریکا، پژو از ایران خارج شد و شرکت ایکاپ به تعلیق درآمد. در نتیجه ایرانخودرو تصمیم گرفت با الگو گرفتن ازخودرو پژو۳۰۱ پروژه K132  را شروع و خودرو تارا بسازد 